# Joseph Kaiser (tenor)
Pour les articles homonymes, voir Joseph Kaiser et Kaiser.
Joseph Kaiser (né le 14 octobre 1977 à Montréal au Québec) est un ténor et un acteur de théâtre canadien. Il est notamment connu pour son apparition dans l'adaptation cinématographique réalisé par Kenneth Branagh de l'opéra La Flûte enchantée de Mozart.

## Carrière
En 2005, Kaiser remporte le second prix de la compétition Operalia de Plácido Domingo de 2005 à Madrid. Il performe ensuite comme soliste au Metropolitan Opera de New York à partir de 2007 dans le  rôle de Roméo du Roméo et Juliette de Gounod. Le mois suivant, il poursuit avec le rôle de Tamino dans La Flûte enchantée de Mozart.
Il reprend le rôle de Tamino dans l'adaptation cinématographique en langue anglaise de Kenneth Branagh. Cependant, le film sort en Europe, mais pas aux États-Unis.
Kaiser est également chanteur d'hymnes nationaux lors de compétitions sportives au Centre Bell de Montréal et au Madison Square Garden de New York.
Le 4 septembre 2019, il annonce se retirer des représentations à venir et mettre en congé indéfini sa carrière de chanteur.

## Filmographie

### Film
| Année | Titre              | Rôle                        | Notes         |
| ----- | ------------------ | --------------------------- | ------------- |
| 2002  | Orbiting Pluto     | Chanteur d'opéra (Bad Date) | Court-métrage |
| 2006  | La Flûte enchantée | Tamino                      |               |

### Télévision
| Année          | Titre                         | Rôle         | Notes                              |
| -------------- | ----------------------------- | ------------ | ---------------------------------- |
| 2007           | Eugène Onéguine               | Lensky       | Metropolitan Opera (film télévisé) |
| 2008           | Salome                        | Narraboth    | Metropolitan Opera (film télévisé) |
| 2009           | Theodora                      | Septimius    | Metropolitan Opera (film télévisé) |
| 2008 2011 2017 | Great Performances at the Met | Divers rôles |                                    |